# Sowjetischer Fußballpokal 1967/68
Der Sowjetische Fußballpokal 1967/68 war die 27. Austragung des sowjetischen Pokalwettbewerbs der Männer. Pokalsieger wurde Torpedo Moskau. Das Team setzte sich im Finale gegen Pachtakor Taschkent durch. Titelverteidiger Dynamo Moskau war im Achtelfinale ausgeschieden. Torpedo Moskau qualifizierte sich durch den Sieg für den Europapokal der Pokalsieger.
Die Vorrunde der russischen Zonen wurde von April bis September 1967 gespielt, die anderen Zonen dagegen erst im März 1968. Die Finalrunden starteten im April 1968. Das Turnier erstreckte sich über zwei Meisterschaftssaisons. Dies führte dazu, dass zehn Teams, die in der Vorrunde ausgeschieden waren, in der Finalrunde wieder aufgenommen wurden, nachdem sie inzwischen in die zweite Liga aufgestiegen waren: Angara Irkutsk (in der Finalrunde als Aeroflot Irkutsk), Dynamo Machatschkala, Metallurg Kuibyschew, Metallurg Magnitogorsk, Neman Grodno, Polad Sumgait, SKA Tschita, Spartak Joschkar-Ola, Wolgar Astrachan und Wolga Uljanowsk. Zudem qualifizierten sich Metallurg Lipezk und Zenit Ischewsk in der Zone 2 bzw. Zone 5 als Drittligist, obwohl beide Vereine nach dem Aufstieg zur zweiten Liga in der Finalrunde spielberechtigt waren.

## Modus
Die 155 Drittligisten wurden in neun Zonen unterteilt. Die Einteilung der Zonen spiegelten jedoch nicht die Meisterschaftsgruppen wider, da es hier sechs Zonen gab, während es in der Meisterschaft sieben waren. Aus jeder Zone qualifizierte sich ein Team für die Finalrunde. Die 78 Zweitligisten (alle außer Asowez Schdanow, Spartak Rjasan, Torpedo Taganrog, Selenga Ulan-Ude) traten in der 1. bzw. 2. Finalrunde an. Zwei Vereine (Metallurg Lipezk und Zenit Ischewsk) hatten ihre Zone gewonnen, bevor sie in die zweite Liga aufstiegen. Die 20 Erstligisten kamen in der 4. Runde dazu.
Alle Begegnungen wurden in einem Spiel entschieden. Stand es nach regulärer Spielzeit unentschieden, wurde das Spiel um zweimal 15 Minuten verlängert. Stand danach kein Sieger fest, wurde die Begegnung am folgenden Tag an gleicher Stelle wiederholt. In den beiden ukrainischen Zonen wurde erstmals ein Elfmeterschießen durchgeführt, wenn nach der Verlängerung kein Sieger feststand.

## Teilnehmende Teams
| Perwaja Gruppa A (20) | Wtora Gruppa A (78) | Wtora Gruppa A (78) | Wtora Gruppa A (78) | Wtora Gruppa A (78) |
| Perwaja Gruppa A (20) | Gruppe 1 (20) | Gruppe 2 (19) | Gruppe 3 (19) | Gruppe 4 (20) |
| --- | --- | --- | --- | --- |
| - Dynamo Moskau - Lokomotive Moskau - Spartak Moskau - Torpedo Moskau - ZSKA Moskau - Ararat Jerewan - Dinamo Minsk - Dynamo Kiew - Dinamo Kirowograd - Dinamo Tiflis - Kairat Alma-Ata - Krylja Sowetow Kuibyschew - Neftçi Baku - Pachtakor Taschkent - Schachtjor Donezk - SKA Rostow - Sarja Lugansk - Torpedo Kutaissi - Tschernomorez Odessa - Zenit Leningrad | - Asowez Schdanow - Awtomobilist Schitomir - Baltika Kaliningrad - Chimik Sewerodonezk - Daugava Riga - Dynamo Leningrad - Dünamo Tallinn - Karpaty Lwow - Lokomotive Kaluga - Krywbas Kriwoi Rog - Lokomotive Winniza - Metallurg Tula - Moldava Kischinjow - Neman Grodno - Selstroi Poltawa - SKA Lwow - SKA Kiew - SKA Odessa - Spartak Gomel - Wolga Kalinin - FK Žalgiris Vilnius | - Awangard Scholtyje Wody - Dnjepr Dnjepropetrowsk - Dnjepr Krementschug - Dynamo Stawropol - Kuban Krasnodar - Lokomotive Cherson - Metallist Charkow - Metallurg Kuibyschew - (Metallurg Lipezk) 6 - Metallurg Saporoschje - Rostselmasch Rostow - Schinnik Jaroslawl - SKTschF Sewastopol - Sokol Saratow - Spartak Naltschik - Spartak Rjasan - Sudostroitel Nikolajew - Swesda Kirowograd - Tawrija Simferopol - Tekstilschtschik Iwanowo - Trud Woronesch | - Dinamo Batumi - Dynamo Machatschkala - Lokomotive Tiflis - Lokomotive Tscheljabinsk - Meschachte Tqibuli - Metallurg Magnitogorsk - Polad Sumgait - Rubin Kasan - Schirak Leninakan - Spartak Joschkar-Ola - Spartak Ordschonikidse - Stroitel Ufa - Swesda Perm - Terek Grosny - Torpedo Taganrog - Traktor Wolgograd - Uralmasch Swerdlowsk - Wolgar Astrachan - Wolga Gorki - Wolga Uljanowsk - (Zenit Ischewsk) 6 | - Aeroflot Irkutsk - Alga Frunse - Energetik Duschanbe - Irtysch Omsk - Kusbass Kemerowo - Lutsch Wladiwostok - Metallurg Schymkent - Neftjanik Fergana - Pamir Leninabad - Politotdel Taschkent - Rasswet Krasnojarsk - Sarafschan Navoi - Schachtjor Karaganda - Selenga Ulan-Ude - SKA Chabarowsk - SKA Nowosibirsk - SKA Tschita - Stroitel Aschchabat - Temp Barnaul - Tomles Tomsk - Wostok Usk-Kamenogorsk |

| Wtora Gruppa B (155) | Wtora Gruppa B (155) | Wtora Gruppa B (155) | Wtora Gruppa B (155) | Wtora Gruppa B (155) | Wtora Gruppa B (155) |
| Zone Russland 1 (18) | Zone Russland 2 (19) | Zone Russland 3 (19) | Zone Russland 4 (20) | Zone Russland 5 (19) | Zone Russland 6 (18) |
| --- | --- | --- | --- | --- | --- |
| - Awangard Kolomna - Chimik Nowomoskowsk - Dwina Witebsk - Dynamo Brjansk - Granitas Klaipėda - Iskra Smolensk - Neman Grodno 1 - Snamja Noginsk - Snamja Truda Orechowo-Sujewo - Spartak Belgorod - Spartak Brest - Spartak Mogiljow - Spartak Orjol - Spartak Rjasan - Spartak Tambow - Swesda Serpuchow - Trudowyje Reserwy Kursk - Zvejnieks Liepāja | - Bolschewik Leningrad - Chimik Dserschinsk - Dynamo Wologda - Energija Tscheboksary - Kowrowez Kowrow - Maschinostroitel Balaschicha - Metallurg Lipezk 2 - Metallurg Tscherepowez - Oneschez Petrosawodsk - Saturn Rybinsk - Sewer Murmansk - Spartak Kostroma - Stroitel Saransk - Torpedo Ljuberzy - Torpedo Pawlowo - Torpedo Podolsk - Traktor Wladimir - Tschaika Selenodolsk - Wolga Uljanowsk 1 | - Chimmaschewez Pensa - Chimik Balakowo - Energija Nowotscherkassk - Energija Wolschski - Kalitwa Belaja Kalitwa - Metallurg Kuibyschew 1 - Polad Sumgait 1 - Progress Kamensk-Schachtinski - Schachtjor Schachty - Tekstilschtschik Mingetschaur - Tjaschmasch Sysran - Torpedo Armawir - Torpedo Taganrog - Trud Engels - Trud Toljatti - Uralan Elista - Uroschai Pawlowskaja - Uroschai Swetlograd - Wolgar Astrachan 1 | - Alasani Gurdschaani - Araks Jerewan - Dila Gori - Dynamo Machatschkala 1 - Dinamo Suchum - Guria Lantschchuti - Inguri Sugdidi - Kolchida Poti - Lori Kirowakan - Lernagorz Kapan - Magaroeli Tschiatura - Maschinostroitel Pjatigorsk - Metallurg Rustawi - Schukura Kobuleti - Sewan Oktemberjan - Spartak Kislowodsk - Uroschai Derbent - Uroschai Krymsk - Uroschai Maikop - Zement Noworossijsk | - Aktjubinez Aktjubinsk - Awtomobilist Kustanai - Burownik Almetjewsk - Chimik Beresniki - Chimik Salawat - Dynamo Kirow - Kalininez Swerdlowsk - Kautschuk Sterlitamak - Lokomotive Orenburg - Metallurg Magnitogorsk 1 - Metallurg Slatoust - Neftjanik Bugulma - Neftjani Oktjabrski - Neftjanik Tjumen - Sauralez Kurgan - Spartak Joschkar-Ola 1 - Torpedo Miass - Uralez Nischni Tagil - Zenit Ischewsk 3 | - Amur Blagoweschtschensk - Angara Irkutsk 1 4 - Awangard Komsomolsk - Irtysch Pawlodar - Lokomotive Krasnojarsk 1 5 - Neftjanik Omsk - Metallurg Nowokusnezk - Rybak Nachodka - Okean Wladiwostok - Progress Bijsk - Pursei Bratsk - Schachtjor Kisseljowsk - Schachtjor Prokopjewsk - Selenga Ulan-Ude - SKA Tschita 1 - Start Angarsk - Torpedo Rubzowsk - Zementnik Semipalatinsk |
| Wtora Gruppa B (155) | | | | | |
| Zone Transkarpatien (Ukraine) (16) | Zone Transkarpatien (Ukraine) (16) | Zone Krim (Ukraine) (13) | Zone Krim (Ukraine) (13) | Zone Zentralasien (13) | Zone Zentralasien (13) |
| - Awangard Makejewka - Awangard Ternopol - FSK Bukowina Czernowitz - Dnepr Tscherkassy - Dynamo Chmelnizki - Energija Nowa Kachowka - Goryn Rowno - Karpaty Mukatschewe | - Neftjanik Drogobytsch - Schachtjor Kadijiwka - Schachtjor Krasnograd - Schachtjor Nowowolynsk - Spartak Iwano-Frankowsk - Start Dserschinsk - Torpedo Luzk - Werhowyna Uschgorod | - Awangard Kertsch - Awangard Rowenky - Desna Tschernigow - Kolos Akimowka - Lokomotive Donezk - Progress Berditschew - Prometey Dnjeprodserschinsk | - Schachtjor Swerdlowsk - Sitall Konstantinowka - Spartak Sumy - Torpedo Charkow - Torpedo Berdjansk - Trubnik Nikopol | - Akkurgan Taschkent - Alay Osch - Fakel Buchara - Irrigator Tschardschou - Kara-Kum Merw - Metallurg Almalyk - Ok Oltyn Schachrichan | - Pachtaaral Gulistan - Pachtakor Kurgan-Tjube - FK Samarkand - Spartak Andischan - Swerdlowez Taschkent - Zelinnik Yangiyer |

## Vorrunde

### Zone Russland 1

#### 1. Runde
| Datum      |                         | Ergebnis |                |
| ---------- | ----------------------- | -------- | -------------- |
| 23.04.1967 | Spartak Belgorod        | 1:0      | Dynamo Brjansk |
| 23.04.1967 | Trudowyje Reserwy Kursk | 1:0      | Iskra Smolensk |

#### Achtelfinale
| Datum      |                              | Ergebnis  |                         |
| ---------- | ---------------------------- | --------- | ----------------------- |
| 11.05.1967 | Swesda Serpuchow             | 2:3 n. V. | Awangard Kolomna        |
| 11.05.1967 | Granitas Klaipėda            | 0:0 n. V. | Neman Grodno            |
| 11.05.1967 | Chimik Nowomoskowsk          | 1:0       | Trudowyje Reserwy Kursk |
| 11.05.1967 | Spartak Mogiljow             | 2:0       | Spartak Brest           |
| 11.05.1967 | Spartak Rjasan               | 2:0       | Spartak Belgorod        |
| 11.05.1967 | Snamja Noginsk               | 1:0       | Spartak Tambow          |
| 11.05.1967 | Snamja Truda Orechowo-Sujewo | 0:0 n. V. | Spartak Orjol           |
| 11.05.1967 | Zvejnieks Liepāja            | 1:0       | Dwina Witebsk           |

##### Wiederholungsspiele
| Datum      |                              | Ergebnis |               |
| ---------- | ---------------------------- | -------- | ------------- |
| 12.05.1967 | Granitas Klaipėda            | 3:0      | Neman Grodno  |
| 12.05.1967 | Snamja Truda Orechowo-Sujewo | 3:1      | Spartak Orjol |

#### Viertelfinale
| Datum      |                              | Ergebnis  |                     |
| ---------- | ---------------------------- | --------- | ------------------- |
| 18.06.1967 | Awangard Kolomna             | 1:0       | Snamja Noginsk      |
| 18.06.1967 | Spartak Mogiljow             | 2:1 n. V. | Spartak Rjasan      |
| 18.06.1967 | Snamja Truda Orechowo-Sujewo | 4:1       | Chimik Nowomoskowsk |
| 18.06.1967 | Zvejnieks Liepāja            | 0:1       | Granitas Klaipėda   |

#### Halbfinale
| Datum      |                              | Ergebnis |                  |
| ---------- | ---------------------------- | -------- | ---------------- |
| 25.07.1967 | Granitas Klaipėda            | 0:1      | Spartak Mogiljow |
| 25.07.1967 | Snamja Truda Orechowo-Sujewo | 0:1      | Awangard Kolomna |

#### Finale
| Datum      |                  | Ergebnis |                  |
| ---------- | ---------------- | -------- | ---------------- |
| 15.08.1967 | Spartak Mogiljow | 4:0      | Awangard Kolomna |

### Zone Russland 2

#### 1. Runde
| Datum      |                  | Ergebnis |                       |
| ---------- | ---------------- | -------- | --------------------- |
| 23.04.1967 | Kowrowez Kowrow  | 2:1      | Sewer Murmansk        |
| 23.04.1967 | Torpedo Ljuberzy | 1:0      | Traktor Wladimir      |
| 23.04.1967 | Wolga Uljanowsk  | 1:0      | Energija Tscheboksary |

#### Achtelfinale
| Datum      |                        | Ergebnis  |                              |
| ---------- | ---------------------- | --------- | ---------------------------- |
| 10.05.1967 | Dynamo Wologda         | 1:0       | Oneschez Petrosawodsk        |
| 10.05.1967 | Metallurg Tscherepowez | 2:1       | Bolschewik Leningrad         |
| 10.05.1967 | Saturn Rybinsk         | 2:0       | Kowrowez Kowrow              |
| 10.05.1967 | Stroitel Saransk       | 3:1       | Spartak Kostroma             |
| 10.05.1967 | Torpedo Ljuberzy       | 2:1       | Maschinostroitel Balaschicha |
| 10.05.1967 | Torpedo Pawlowo        | 1:1 n. V. | Chimik Dserschinsk           |
| 10.05.1967 | Wolga Uljanowsk        | 1:0       | Torpedo Podolsk              |
| 23.05.1967 | Metallurg Lipezk       | 2:1       | Tschaika Selenodolsk         |

##### Wiederholungsspiel
| Datum      |                 | Ergebnis |                    |
| ---------- | --------------- | -------- | ------------------ |
| 11.05.1967 | Torpedo Pawlowo | 0:2      | Chimik Dserschinsk |

#### Viertelfinale
| Datum      |                  | Ergebnis |                        |
| ---------- | ---------------- | -------- | ---------------------- |
| 23.05.1967 | Saturn Rybinsk   | 2:1      | Metallurg Tscherepowez |
| 23.05.1967 | Torpedo Ljuberzy | 1:0      | Stroitel Saransk       |
| 23.05.1967 | Wolga Uljanowsk  | 1:0      | Chimik Dserschinsk     |
| 11.06.1967 | Dynamo Wologda   | 0:1      | Metallurg Lipezk       |

#### Halbfinale
| Datum      |                  | Ergebnis |                  |
| ---------- | ---------------- | -------- | ---------------- |
| 11.06.1967 | Wolga Uljanowsk  | 1:0      | Torpedo Ljuberzy |
| 23.07.1967 | Metallurg Lipezk | 2:0      | Saturn Rybinsk   |

#### Finale
| Datum      |                  | Ergebnis |                 |
| ---------- | ---------------- | -------- | --------------- |
| 16.08.1967 | Metallurg Lipezk | 3:1      | Wolga Uljanowsk |

### Zone Russland 3

#### 1. Runde
| Datum      |                      | Ergebnis  |                               |
| ---------- | -------------------- | --------- | ----------------------------- |
| 22.04.1967 | Polad Sumgait        | 2:1 n. V. | Tekstilschtschik Mingetschaur |
| 23.04.1967 | Uroschai Pawlowskaja | 1:0       | Uroschai Swetlograd           |
| 23.04.1967 | Wolgar Astrachan     | 4:0       | Chimik Balakowo               |

#### Achtelfinale
| Datum      |                               | Ergebnis  |                          |
| ---------- | ----------------------------- | --------- | ------------------------ |
| 11.05.1967 | Kalitwa Belaja Kalitwa        | 0:3       | Energija Nowotscherkassk |
| 11.05.1967 | Energija Wolschski            | 1:0       | Trud Engels              |
| 11.05.1967 | Progress Kamensk-Schachtinski | 3:0       | Uralan Elista            |
| 11.05.1967 | Schachtjor Schachty           | 3:2       | Wolgar Astrachan         |
| 11.05.1967 | Torpedo Armawir               | 3:2 n. V. | Polad Sumgait            |
| 11.05.1967 | Torpedo Taganrog              | 2:0       | Uroschai Pawlowskaja     |
| 11.05.1967 | Trud Toljatti                 | 2:1       | Chimmaschewez Pensa      |
| 11.05.1967 | Tjaschmasch Sysran            | 1:0       | Metallurg Kuibyschew     |

#### Viertelfinale
| Datum      |                          | Ergebnis |                               |
| ---------- | ------------------------ | -------- | ----------------------------- |
| 15.06.1967 | Energija Nowotscherkassk | 4:1      | Torpedo Armawir               |
| 15.06.1967 | Schachtjor Schachty      | 1:0      | Progress Kamensk-Schachtinski |
| 15.06.1967 | Trud Toljatti            | 3:4      | Energija Wolschski            |
| 15.06.1967 | Tjaschmasch Sysran       | 2:1      | Torpedo Taganrog              |

#### Halbfinale
| Datum      |                          | Ergebnis  |                     |
| ---------- | ------------------------ | --------- | ------------------- |
| 21.07.1967 | Energija Nowotscherkassk | 2:2 n. V. | Schachtjor Schachty |
| 21.07.1967 | Energija Wolschski       | 1:2       | Tjaschmasch Sysran  |

##### Wiederholungsspiel
| Datum      |                          | Ergebnis |                     |
| ---------- | ------------------------ | -------- | ------------------- |
| 22.07.1967 | Energija Nowotscherkassk | 3:2      | Schachtjor Schachty |

#### Finale
| Datum      |                          | Ergebnis |                    |
| ---------- | ------------------------ | -------- | ------------------ |
| 07.04.1967 | Energija Nowotscherkassk | 2:1      | Tjaschmasch Sysran |

### Zone Russland 4

#### 1. Runde
| Datum      |                    | Ergebnis  |                   |
| ---------- | ------------------ | --------- | ----------------- |
| 23.04.1967 | Guria Lantschchuti | 0:0 n. V. | Kolchida Poti     |
| 23.04.1967 | Dinamo Suchum      | 3:2       | Schukura Kobuleti |
| 23.04.1967 | Lernagorz Kapan    | 2:1       | Sewan Oktemberjan |
| 23.04.1967 | Lori Kirowakan     | 1:0       | Araks Jerewan     |

##### Wiederholungsspiel
| Datum      |                    | Ergebnis |               |
| ---------- | ------------------ | -------- | ------------- |
| 24.04.1967 | Guria Lantschchuti | 3:2      | Kolchida Poti |

#### Achtelfinale
| Datum      |                     | Ergebnis  |                             |
| ---------- | ------------------- | --------- | --------------------------- |
| 09.05.1967 | Uroschai Maikop     | 0:2       | Spartak Kislowodsk          |
| 11.05.1967 | Dinamo Suchum       | 2:4       | Guria Lantschchuti          |
| 11.05.1967 | Inguri Sugdidi      | 1:0       | Magaroeli Tschiatura        |
| 11.05.1967 | Lernagorz Kapan     | 3:3 n. V. | Alasani Gurdschaani         |
| 11.05.1967 | Lori Kirowakan      | 3:2       | Dila Gori                   |
| 11.05.1967 | Metallurg Rustawi   | 2:0       | Maschinostroitel Pjatigorsk |
| 11.05.1967 | Uroschai Krymsk     | 4:0       | Uroschai Derbent            |
| 01.06.1967 | Zement Noworossijsk | 3:1       | Dynamo Machatschkala        |

##### Wiederholungsspiel
| Datum      |                 | Ergebnis |                     |
| ---------- | --------------- | -------- | ------------------- |
| 12.05.1967 | Lernagorz Kapan | 4:3      | Alasani Gurdschaani |

#### Viertelfinale
| Datum      |                    | Ergebnis  |                     |
| ---------- | ------------------ | --------- | ------------------- |
| 14.06.1967 | Metallurg Rustawi  | 1:0       | Guria Lantschchuti  |
| 15.06.1967 | Lernagorz Kapan    | 3:3 n. V. | Inguri Sugdidi      |
| 15.06.1967 | Spartak Kislowodsk | 0+:- 1 2  | Lori Kirowakan      |
| 15.06.1967 | Uroschai Krymsk    | 2:1       | Zement Noworossijsk |

##### Wiederholungsspiel
| Datum      |                 | Ergebnis |                |
| ---------- | --------------- | -------- | -------------- |
| 16.06.1967 | Lernagorz Kapan | 1:0      | Inguri Sugdidi |

#### Halbfinale
| Datum      |                   | Ergebnis |                    |
| ---------- | ----------------- | -------- | ------------------ |
| 21.07.1967 | Metallurg Rustawi | 1:2      | Uroschai Krymsk    |
| 21.07.1967 | Lernagorz Kapan   | 0:2      | Spartak Kislowodsk |

#### Finale
| Datum      |                 | Ergebnis |                    |
| ---------- | --------------- | -------- | ------------------ |
| 20.08.1967 | Uroschai Krymsk | 0:1      | Spartak Kislowodsk |

### Zone Russland 5

#### 1. Runde
| Datum      |                        | Ergebnis |                    |
| ---------- | ---------------------- | -------- | ------------------ |
| 23.04.1967 | Kalininez Swerdlowsk   | 3:0      | Metallurg Slatoust |
| 23.04.1967 | Lokomotive Orenburg    | 4:1      | Torpedo Miass      |
| 23.04.1967 | Metallurg Magnitogorsk | 2:1      | Neftjanik Bugulma  |

#### Achtelfinale
| Datum      |                        | Ergebnis |                       |
| ---------- | ---------------------- | -------- | --------------------- |
| 11.05.1967 | Awtomobilist Kustanai  | 2:1      | Chimik Salawat        |
| 11.05.1967 | Neftjanik Tjumen       | 1:4      | Dynamo Kirow          |
| 11.05.1967 | Kautschuk Sterlitamak  | 0+:- 1   | Aktjubinez Aktjubinsk |
| 11.05.1967 | Chimik Beresniki       | 2:0      | Kalininez Swerdlowsk  |
| 11.05.1967 | Metallurg Magnitogorsk | 1:0      | Sauralez Kurgan       |
| 11.05.1967 | Spartak Joschkar-Ola   | 4:0      | Neftjani Oktjabrski   |
| 11.05.1967 | Uralez Nischni Tagil   | 1:0      | Lokomotive Orenburg   |
| 11.05.1967 | Zenit Ischewsk         | 2:1      | Burownik Almetjewsk   |

#### Viertelfinale
| Datum      |                       | Ergebnis  |                        |
| ---------- | --------------------- | --------- | ---------------------- |
| 09.06.1967 | Awtomobilist Kustanai | 0:2       | Metallurg Magnitogorsk |
| 09.06.1967 | Uralez Nischni Tagil  | 1:2       | Kautschuk Sterlitamak  |
| 09.06.1967 | Zenit Ischewsk        | 2:0       | Chimik Beresniki       |
| 10.06.1967 | Dynamo Kirow          | 3:2 n. V. | Spartak Joschkar-Ola   |

#### Halbfinale
| Datum      |                       | Ergebnis |                        |
| ---------- | --------------------- | -------- | ---------------------- |
| 21.07.1967 | Dynamo Kirow          | 0:1      | Zenit Ischewsk         |
| 21.07.1967 | Kautschuk Sterlitamak | 1:0      | Metallurg Magnitogorsk |

#### Finale
| Datum      |                | Ergebnis |                       |
| ---------- | -------------- | -------- | --------------------- |
| 16.08.1967 | Zenit Ischewsk | 5:0      | Kautschuk Sterlitamak |

### Zone Russland 6

#### 1. Runde
| Datum      |                         | Ergebnis   |                        |
| ---------- | ----------------------- | ---------- | ---------------------- |
| 28.04.1967 | Zementnik Semipalatinsk | 2:1 n. V., | Schachtjor Kisseljowsk |
| 28.04.1967 | Progress Bijsk          | 2:0        | Schachtjor Prokopjewsk |

#### Achtelfinale
| Datum      |                          | Ergebnis  |                         |
| ---------- | ------------------------ | --------- | ----------------------- |
| 15.05.1967 | Awangard Komsomolsk      | 2:1       | Rybak Nachodka          |
| 15.05.1967 | Lokomotive Krasnojarsk 9 | 2:2 n. V. | Progress Bijsk          |
| 15.05.1967 | Metallurg Nowokusnezk    | 2:0       | Irtysch Pawlodar        |
| 15.05.1967 | Amur Blagoweschtschensk  | 0:1       | Okean Wladiwostok       |
| 15.05.1967 | Selenga Ulan-Ude         | 1:0       | Pursei Bratsk           |
| 15.05.1967 | SKA Tschita              | 3:2 n. V. | Angara Irkutsk 8        |
| 15.05.1967 | Start Angarsk            | 2:0       | Neftjanik Omsk          |
| 15.05.1967 | Torpedo Rubzowsk         | 0:1       | Zementnik Semipalatinsk |

##### Wiederholungsspiel
| Datum      |                        | Ergebnis |               |
| ---------- | ---------------------- | -------- | ------------- |
| 16.05.1967 | Lokomotive Krasnojarsk | 2:0      | Start Angarsk |

#### Viertelfinale
| Datum      |                         | Ergebnis  |                       |
| ---------- | ----------------------- | --------- | --------------------- |
| 01.06.1967 | Zementnik Semipalatinsk | 1:0 n. V. | Metallurg Nowokusnezk |
| 01.06.1967 | Lokomotive Krasnojarsk  | 2:1       | Start Angarsk         |
| 01.06.1967 | Okean Wladiwostok       | 1:0       | Awangard Komsomolsk   |
| 01.06.1967 | Selenga Ulan-Ude        | 3:0       | SKA Tschita           |

#### Halbfinale
| Datum      |                         | Ergebnis |                        |
| ---------- | ----------------------- | -------- | ---------------------- |
| 23.07.1967 | Zementnik Semipalatinsk | 2:0      | Lokomotive Krasnojarsk |
| 23.07.1967 | Okean Wladiwostok       | 2:1      | Selenga Ulan-Ude       |

#### Finale
| Datum      |                         | Ergebnis |                   |
| ---------- | ----------------------- | -------- | ----------------- |
| 23.08.1967 | Zementnik Semipalatinsk | 5:2      | Okean Wladiwostok |

### Zone Transkarpatien (Ukraine)

#### Achtelfinale
| Datum      |                         | Ergebnis              |                        |
| ---------- | ----------------------- | --------------------- | ---------------------- |
| 16.03.1968 | Schachtjor Kadijiwka    | 2:0                   | Dnepr Tscherkassy      |
| 17.03.1968 | Awangard Makejewka      | 0:0 n. V. (6:5 i. E.) | Schachtjor Krasnograd  |
| 17.03.1968 | Awangard Ternopol       | 3:0                   | Werhowyna Uschgorod    |
| 17.03.1968 | FSK Bukowina Czernowitz | 2:1                   | Schachtjor Nowowolynsk |
| 17.03.1968 | Dynamo Chmelnizki       | 2:1                   | Neftjanik Drogobytsch  |
| 17.03.1968 | Energija Nowa Kachowka  | 1:0                   | Goryn Rowno            |
| 17.03.1968 | Karpaty Mukatschewe     | 1:0                   | Start Dserschinsk      |
| 17.03.1968 | Spartak Iwano-Frankowsk | 0:0 n. V. (6:4 i. E.) | Torpedo Luzk           |

#### Viertelfinale
| Datum      |                        | Ergebnis              |                         |
| ---------- | ---------------------- | --------------------- | ----------------------- |
| 20.03.1968 | Dynamo Chmelnizki      | 2:0                   | Spartak Iwano-Frankowsk |
| 21.03.1968 | Energija Nowa Kachowka | 1:0                   | Awangard Makejewka      |
| 21.03.1968 | Karpaty Mukatschewe    | 2:1                   | FSK Bukowina Czernowitz |
| 21.03.1968 | Schachtjor Kadijiwka   | 2:2 n. V. (5:4 i. E.) | Awangard Ternopol       |

#### Halbfinale
| Datum      |                     | Ergebnis              |                        |
| ---------- | ------------------- | --------------------- | ---------------------- |
| 24.03.1968 | Dynamo Chmelnizki   | 2:0                   | Schachtjor Kadijiwka   |
| 24.03.1968 | Karpaty Mukatschewe | 0:0 n. V. (?:? i. E.) | Energija Nowa Kachowka |

#### Finale
| Datum      |                     | Ergebnis |                   |
| ---------- | ------------------- | -------- | ----------------- |
| 30.03.1968 | Karpaty Mukatschewe | 0:1      | Dynamo Chmelnizki |

### Zone Krim (Ukraine)

#### Achtelfinale
| Datum      |                             | Ergebnis  |                       |
| ---------- | --------------------------- | --------- | --------------------- |
| 19.03.1968 | Torpedo Charkow             | 1:0 n. V. | Schachtjor Swerdlowsk |
| 20.03.1968 | Awangard Kertsch            | 1:0       | Torpedo Berdjansk     |
| 20.03.1968 | Kolos Akimowka              | 2:1       | Progress Berditschew  |
| 20.03.1968 | Prometey Dnjeprodserschinsk | 1:0       | Lokomotive Donezk     |
| 20.03.1968 | Sitall Konstantinowka       | 2:0       | Trubnik Nikopol       |

#### Viertelfinale
| Datum      |                   | Ergebnis              |                             |
| ---------- | ----------------- | --------------------- | --------------------------- |
| 21.03.1968 | Desna Tschernigow | 0:0 n. V. (9:8 i. E.) | Awangard Rowenky            |
| 24.03.1968 | Awangard Kertsch  | 1:2                   | Prometey Dnjeprodserschinsk |
| 24.03.1968 | Kolos Akimowka    | 2:1                   | Sitall Konstantinowka       |
| 24.03.1968 | Spartak Sumy      | 1:0                   | Torpedo Charkow             |

#### Halbfinale
| Datum      |                   | Ergebnis |                             |
| ---------- | ----------------- | -------- | --------------------------- |
| 27.03.1968 | Desna Tschernigow | 3:1      | Prometey Dnjeprodserschinsk |
| 27.03.1968 | Spartak Sumy      | 2:1      | Kolos Akimowka              |

#### Finale
| Datum      |              | Ergebnis |                   |
| ---------- | ------------ | -------- | ----------------- |
| 30.03.1968 | Spartak Sumy | 1:0      | Desna Tschernigow |

### Zone Zentralasien

#### Gruppe 1
| Datum      |                      | Ergebnis |                      |
| ---------- | -------------------- | -------- | -------------------- |
| 03.03.1968 | Swerdlowez Taschkent | 2:0      | Zelinnik Yangiyer    |
| 09.03.1968 | Metallurg Almalyk    | 2:0      | Swerdlowez Taschkent |
| 16.03.1968 | Zelinnik Yangiyer    | 3:1      | Metallurg Almalyk    |

| Pl. | Verein               | Sp. | S | U | N | Tore    | Quote | Punkte |
| --- | -------------------- | --- | - | - | - | ------- | ----- | ------ |
| 1.  | Swerdlowez Taschkent | 2   | 1 | 0 | 1 | 002:200 | 1,00  | 02:20  |
| 2.  | Zelinnik Yangiyer    | 2   | 1 | 0 | 1 | 003:300 | 1,00  | 02:20  |
| 3.  | Metallurg Almalyk    | 2   | 1 | 0 | 1 | 003:300 | 1,00  | 02:20  |

#### Gruppe 2
| Datum      |                        | Ergebnis |                        |
| ---------- | ---------------------- | -------- | ---------------------- |
| 02.03.1968 | Fakel Buchara          | 0:0      | Irrigator Tschardschou |
| 03.03.1968 | FK Samarkand           | 1:1      | Kara-Kum Merw          |
| 09.03.1968 | Kara-Kum Merw          | 1:1      | Fakel Buchara          |
| 10.03.1968 | Irrigator Tschardschou | 2:1      | FK Samarkand           |
| 16.03.1968 | Irrigator Tschardschou | 3:1      | Kara-Kum Merw          |
| 16.03.1968 | Fakel Buchara          | 1:3      | FK Samarkand           |

| Pl. | Verein                 | Sp. | S | U | N | Tore    | Quote | Punkte |
| --- | ---------------------- | --- | - | - | - | ------- | ----- | ------ |
| 1.  | Irrigator Tschardschou | 3   | 2 | 1 | 0 | 005:200 | 2,50  | 05:10  |
| 2.  | FK Samarkand           | 3   | 1 | 1 | 1 | 005:400 | 1,25  | 03:30  |
| 3.  | Fakel Buchara          | 3   | 0 | 2 | 1 | 002:400 | 0,50  | 02:40  |
| 4.  | Kara-Kum Merw          | 3   | 0 | 1 | 2 | 003:500 | 0,60  | 01:50  |

#### Gruppe 3
| Datum      |                     | Ergebnis |                    |
| ---------- | ------------------- | -------- | ------------------ |
| 03.03.1968 | Pachtaaral Gulistan | 1:1      | Spartak Andischan  |
| 09.03.1968 | Pachtaaral Gulistan | 1:1      | Akkurgan Taschkent |
| 16.03.1968 | Spartak Andischan   | 2:0      | Akkurgan Taschkent |

| Pl. | Verein              | Sp. | S | U | N | Tore    | Quote | Punkte |
| --- | ------------------- | --- | - | - | - | ------- | ----- | ------ |
| 1.  | Spartak Andischan   | 2   | 1 | 1 | 0 | 003:100 | 3,00  | 03:10  |
| 2.  | Pachtaaral Gulistan | 2   | 0 | 2 | 0 | 002:200 | 1,00  | 02:20  |
| 3.  | Akkurgan Taschkent  | 2   | 0 | 1 | 1 | 001:300 | 0,33  | 01:30  |

#### Gruppe 4
| Datum      |                        | Ergebnis |                        |
| ---------- | ---------------------- | -------- | ---------------------- |
| 03.03.1968 | Pachtakor Kurgan-Tjube | 2:2      | Alay Osch              |
| 09.03.1968 | Ok Oltyn Schachrichan  | 0:0      | Alay Osch              |
| 16.03.1968 | Ok Oltyn Schachrichan  | 4:1      | Pachtakor Kurgan-Tjube |

| Pl. | Verein                 | Sp. | S | U | N | Tore    | Quote | Punkte |
| --- | ---------------------- | --- | - | - | - | ------- | ----- | ------ |
| 1.  | Ok Oltyn Schachrichan  | 2   | 1 | 1 | 0 | 004:100 | 4,00  | 03:10  |
| 2.  | Alay Osch              | 2   | 0 | 2 | 0 | 002:200 | 1,00  | 02:20  |
| 3.  | Pachtakor Kurgan-Tjube | 2   | 0 | 1 | 1 | 003:600 | 0,50  | 01:30  |

#### Halbfinale
| Datum      |                        | Ergebnis |                       |
| ---------- | ---------------------- | -------- | --------------------- |
| 21.03.1968 | Spartak Andischan      | 1:4      | Swerdlowez Taschkent  |
| 22.03.1968 | Irrigator Tschardschou | 2:0      | Ok Oltyn Schachrichan |

#### Finale
| Datum      |                      | Ergebnis  |                        |
| ---------- | -------------------- | --------- | ---------------------- |
| 28.03.1968 | Swerdlowez Taschkent | 2:1 n. V. | Irrigator Tschardschou |

## Finalrunde

### 1. Runde
Teilnehmer: 8 der 9 Zonensieger und 70 Zweitligisten.
| Datum      |                          | Ergebnis  |                          |
| ---------- | ------------------------ | --------- | ------------------------ |
| 02.04.1968 | Chimik Sewerodonezk      | 5:1       | Wolga Kalinin            |
| 03.04.1968 | Swerdlowez Taschkent     | 2:3 n. V. | Zementnik Semipalatinsk  |
| 03.04.1968 | SKA Chabarowsk           | 1:2       | Lutsch Wladiwostok       |
| 03.04.1968 | Politotdel Taschkent     | 2:0       | Sarafschan Navoi         |
| 03.04.1968 | Metallurg Schymkent      | 2:2 n. V. | SKA Tschita              |
| 03.04.1968 | Karpaty Lwow             | 1:0       | Spartak Mogiljow         |
| 03.04.1968 | Metallurg Saporoschje    | 3:0       | Dnjepr Dnjepropetrowsk   |
| 03.04.1968 | Temp Barnaul             | 1:0       | Wostok Usk-Kamenogorsk   |
| 03.04.1968 | Energetik Duschanbe      | 0:1       | Schachtjor Karaganda     |
| 03.04.1968 | Irtysch Omsk             | 1:0       | Aeroflot Irkutsk 1       |
| 03.04.1968 | SKA Nowosibirsk          | 1:2 n. V. | Kusbass Kemerowo         |
| 03.04.1968 | Pamir Leninabad          | 1:0       | Rasswet Krasnojarsk 2    |
| 03.04.1968 | Wolga Gorki              | 1:1 n. V. | Wolgar Astrachan         |
| 04.04.1968 | Tekstilschtschik Iwanowo | 1:0       | Energija Nowotscherkassk |
| 04.04.1968 | Awtomobilist Schitomir   | 2:0       | Daugava Riga             |
| 04.04.1968 | Baltika Kaliningrad      | 0:0 n. V. | SKA Odessa               |
| 04.04.1968 | Dynamo Chmelnizki        | 1:0       | Metallurg Tula           |
| 04.04.1968 | Dynamo Stawropol         | 2:1       | Lokomotive Cherson       |
| 04.04.1968 | Dnepr Krementschug       | 2:1 n. V. | Spartak Naltschik        |
| 04.04.1968 | Krywbas Kriwoi Rog       | 2:3       | SKA Kiew                 |
| 04.04.1968 | Kuban Krasnodar          | 3:0       | Swesda Kirowograd        |
| 04.04.1968 | Lokomotive Kaluga        | 1:0       | Dünamo Tallinn           |
| 04.04.1968 | Lokomotive Tiflis        | 1:0       | Wolga Uljanowsk          |
| 04.04.1968 | Lokomotive Winniza       | 2:2 n. V. | Dynamo Leningrad         |
| 04.04.1968 | Metallurg Lipezk         | 2:1 n. V. | Tawrija Simferopol       |
| 04.04.1968 | Moldava Kischinjow       | 2:0       | Neman Grodno             |
| 04.04.1968 | Narsan Kislowodsk        | 2:0       | Meschachte Tqibuli       |
| 04.04.1968 | Rostselmasch Rostow      | 1:0       | Metallurg Kuibyschew     |
| 04.04.1968 | Schirak Leninakan        | 6:1       | Polad Sumgait            |
| 04.04.1968 | SKA Lwow                 | 1:0 n. V. | Spartak Gomel            |
| 04.04.1968 | SKTschF Sewastopol       | 1:0 n. V. | Awangard Scholtyje Wody  |
| 04.04.1968 | Sokol Saratow            | 1:1 n. V. | Schinnik Jaroslawl       |
| 04.04.1968 | Spartak Ordschonikidse   | 4:0       | Lokomotive Tscheljabinsk |
| 04.04.1968 | Stroitel Ufa             | 1:0       | Zenit Ischewsk           |
| 04.04.1968 | Sudostroitel Nikolajew   | 2:1       | Trud Woronesch           |
| 04.04.1968 | Terek Grosny             | 2:1       | Spartak Joschkar-Ola     |
| 04.04.1968 | Tomles Tomsk             | 0+:- 3    | Alga Frunse              |
| 04.04.1968 | Traktor Wolgograd        | 1:0 n. V. | Swesda Perm              |
| 04.04.1968 | Uralmasch Swerdlowsk     | 1:0       | Rubin Kasan              |

#### Wiederholungsspiele
| Datum      |                     | Ergebnis  |                    |
| ---------- | ------------------- | --------- | ------------------ |
| 04.04.1968 | Metallurg Schymkent | 1:2       | SKA Tschita        |
| 04.04.1968 | Wolga Gorki         | 3:0       | Wolgar Astrachan   |
| 05.04.1968 | Baltika Kaliningrad | 1:0       | SKA Odessa         |
| 05.04.1968 | Lokomotive Winniza  | 1:2 n. V. | Dynamo Leningrad   |
| 05.04.1968 | Sokol Saratow       | 1:0       | Schinnik Jaroslawl |

### 2. Runde
Teilnehmer: Die 39 Sieger der 1. Runde, mit Spartak Sumy der Zonensieger Krim und weitere 8 Zweitligisten.
| Datum      |                         | Ergebnis  |                          |
| ---------- | ----------------------- | --------- | ------------------------ |
| 07.04.1968 | Zementnik Semipalatinsk | 0:1 n. V. | Stroitel Aschchabat      |
| 07.04.1968 | Kusbass Kemerowo        | 1:0       | SKA Tschita              |
| 07.04.1968 | Neftjanik Fergana       | 1:0 n. V. | Temp Barnaul             |
| 07.04.1968 | Pamir Leninabad         | 1:0       | Irtysch Omsk             |
| 08.04.1968 | Politotdel Taschkent    | 1:0       | Lutsch Wladiwostok       |
| 08.04.1968 | Schachtjor Karaganda    | 1:2       | Tomles Tomsk             |
| 19.04.1968 | Awtomobilist Schitomir  | 0:0 n. V. | Selstroi Poltawa         |
| 19.04.1968 | Dinamo Batumi           | 2:1 n. V. | Wolga Gorki              |
| 19.04.1968 | Dynamo Leningrad        | 6:2       | Dynamo Chmelnizki        |
| 19.04.1968 | Karpaty Lwow            | 0:1 n. V. | SKA Kiew                 |
| 19.04.1968 | Chimik Sewerodonezk     | 1:0       | Baltika Kaliningrad      |
| 19.04.1968 | Lokomotive Kaluga       | 1:2       | Moldava Kischinjow       |
| 19.04.1968 | Metallist Charkow       | 2:0       | Metallurg Saporoschje    |
| 19.04.1968 | Metallurg Lipezk        | 2:1       | Dnepr Krementschug       |
| 19.04.1968 | Metallurg Magnitogorsk  | 0:0 n. V. | Schirak Leninakan        |
| 19.04.1968 | Narsan Kislowodsk       | 2:2 n. V. | Dynamo Machatschkala     |
| 19.04.1968 | SKTschF Sewastopol      | 0:0 n. V. | Kuban Krasnodar          |
| 19.04.1968 | Sokol Saratow           | 3:0       | Rostselmasch Rostow      |
| 19.04.1968 | Spartak Sumy            | 1:1 n. V. | Dynamo Stawropol         |
| 19.04.1968 | Stroitel Ufa            | 1:0       | Terek Grosny             |
| 19.04.1968 | Sudostroitel Nikolajew  | 1:0       | Tekstilschtschik Iwanowo |
| 19.04.1968 | Traktor Wolgograd       | 2:0       | Lokomotive Tiflis        |
| 19.04.1968 | Uralmasch Swerdlowsk    | 3:0       | Spartak Ordschonikidse   |
| 19.04.1968 | FK Žalgiris Vilnius     | 2:0       | SKA Lwow                 |

#### Wiederholungsspiele
| Datum      |                        | Ergebnis  |                      |
| ---------- | ---------------------- | --------- | -------------------- |
| 07.04.1968 | Awtomobilist Schitomir | 1:0 n. V. | Selstroi Poltawa     |
| 07.04.1968 | Metallurg Magnitogorsk | 1:0       | Schirak Leninakan    |
| 07.04.1968 | Narsan Kislowodsk      | 1:0 n. V. | Dynamo Machatschkala |
| 07.04.1968 | SKTschF Sewastopol     | 1:2 n. V. | Kuban Krasnodar      |
| 07.04.1968 | Spartak Sumy           | 2:1 n. V. | Dynamo Stawropol     |

### 3. Runde
Teilnehmer: Die 24 Sieger der 2. Runde
| Datum      |                        | Ergebnis  |                      |
| ---------- | ---------------------- | --------- | -------------------- |
| 24.04.1968 | Kusbass Kemerowo       | 4:2 n. V. | Tomles Tomsk         |
| 24.04.1968 | Neftjanik Fergana      | 1:0       | Politotdel Taschkent |
| 24.04.1968 | Stroitel Aschchabat    | 2:1       | Pamir Leninabad      |
| 06.05.1968 | Metallist Charkow      | 0:1 n. V. | Kuban Krasnodar      |
| 06.05.1968 | Metallurg Magnitogorsk | 1:2       | Uralmasch Swerdlowsk |
| 06.05.1968 | Moldava Kischinjow     | 2:1 n. V. | Chimik Sewerodonezk  |
| 06.05.1968 | Spartak Sumy           | 2:0       | Metallurg Lipezk     |
| 06.05.1968 | Stroitel Ufa           | 0+:- 1    | Narsan Kislowodsk    |
| 06.05.1968 | Sudostroitel Nikolajew | 1:2       | Sokol Saratow        |
| 06.05.1968 | Traktor Wolgograd      | 0:1       | Dinamo Batumi        |
| 07.05.1968 | Awtomobilist Schitomir | 2:3       | Dynamo Leningrad     |
| 22.05.1968 | SKA Kiew               | 3:1       | FK Žalgiris Vilnius  |

### 4. Runde
In dieser Runde stiegen die 20 Erstligisten ein.
| Datum      |                      | Ergebnis  |                           |
| ---------- | -------------------- | --------- | ------------------------- |
| 16.06.1968 | Sokol Saratow        | 2:1       | Ararat Jerewan            |
| 27.06.1968 | Dinamo Batumi        | 0:2       | Pachtakor Taschkent       |
| 27.06.1968 | Kusbass Kemerowo     | 3:0       | Zenit Leningrad           |
| 27.06.1968 | Moldava Kischinjow   | 1:2 n. V. | Dinamo Minsk              |
| 27.06.1968 | SKA Kiew             | 1:0       | Dinamo Kirowograd         |
| 27.06.1968 | Stroitel Ufa         | 1:3       | Neftçi Baku               |
| 28.06.1968 | Uralmasch Swerdlowsk | 3:0       | Tschernomorez Odessa      |
| 28.06.1968 | ZSKA Moskau          | 4:1       | Lokomotive Moskau         |
| 28.06.1968 | Dynamo Kiew          | 3:0       | Spartak Moskau            |
| 28.06.1968 | Dynamo Leningrad     | 1:4       | Schachtjor Donezk         |
| 28.06.1968 | Dinamo Tiflis        | 3:0       | SKA Rostow                |
| 28.06.1968 | Kuban Krasnodar      | 0:3       | Dynamo Moskau             |
| 28.06.1968 | Neftjanik Fergana    | 0:2       | Torpedo Moskau            |
| 28.06.1968 | Spartak Sumy         | 1:3       | Kairat Alma-Ata           |
| 28.06.1968 | Stroitel Aschchabat  | 3:0       | Krylja Sowetow Kuibyschew |
| 28.06.1968 | Sarja Lugansk        | 3:1       | Torpedo Kutaissi          |

### Achtelfinale
| Datum      |                      | Ergebnis  |                     |
| ---------- | -------------------- | --------- | ------------------- |
| 23.07.1968 | Dinamo Minsk         | 0:2       | Sarja Lugansk       |
| 23.07.1968 | Kairat Alma-Ata      | 2:1       | Dynamo Moskau       |
| 23.07.1968 | Neftçi Baku          | 3:0       | Stroitel Aschchabat |
| 23.07.1968 | Pachtakor Taschkent  | 1:0       | Sokol Saratow       |
| 23.07.1968 | Schachtjor Donezk    | 1:0       | Dynamo Kiew         |
| 23.07.1968 | SKA Kiew             | 5:2       | Kusbass Kemerowo    |
| 23.07.1968 | Torpedo Moskau       | 2:2 n. V. | ZSKA Moskau         |
| 23.07.1968 | Uralmasch Swerdlowsk | 1:0       | Dinamo Tiflis       |

#### Wiederholungsspiel
| Datum      |                | Ergebnis |             |
| ---------- | -------------- | -------- | ----------- |
| 24.07.1968 | Torpedo Moskau | 2:1      | ZSKA Moskau |

### Viertelfinale
| Datum      |                   | Ergebnis |                      |
| ---------- | ----------------- | -------- | -------------------- |
| 06.08.1968 | Kairat Alma-Ata   | 2:3      | Neftçi Baku          |
| 06.08.1968 | Schachtjor Donezk | 1:0      | SKA Kiew             |
| 06.08.1968 | Torpedo Moskau    | 3:1      | Uralmasch Swerdlowsk |
| 06.08.1968 | Sarja Lugansk     | 1:2      | Pachtakor Taschkent  |

### Halbfinale
| Datum      |                     | Ergebnis |                   |
| ---------- | ------------------- | -------- | ----------------- |
| 07.04.1968 | Neftçi Baku         | 0:2      | Torpedo Moskau    |
| 07.04.1968 | Pachtakor Taschkent | 3:1      | Schachtjor Donezk |

### Finale
| Paarung             | Torpedo Moskau – Pachtakor Taschkent |
| Ergebnis            | 1:0 (0:0) |
| Datum               | 8. November 1968 |
| Stadion             | Olympiastadion Luschniki, Moskau |
| Zuschauer           | 52.000 |
| Schiedsrichter      | Tofiq Bəhramov |
| Tore                | 1:0 Juri Sawtschenko (52.) |
| Torpedo Moskau      | Ansor Kawasaschwili (89. Michail Skokow) – Alexander Tschumakow, Wiktor Schustikow , Leonid Pachomow – Grigori Janez, Dawid Pais (80. Wadim Nikonow) – Alexander Lenew, Eduard Strelzow – Wladimir Michailow, Michail Gerschkowitsch, Juri Sawtschenko Cheftrainer: Walentin Iwanow |
| Pachtakor Taschkent | Nikolai Ljubarzew – Sergei Dozenko, Wladimir Schtern, Wiktor Naumenko – Ahrol Inojatow, Hamid Rachmatullajew – Wiktor Warjuchin, Wjatscheslaw Bektaschew (74. Tuljagan Isakow) – Berador Abduraimow, Gennadi Krasnizki, Bahodir Ibragimov Cheftrainer: Jewgeni Jelisejew            |